# Juan José Hidalgo
Juan José Hidalgo Acera (Villanueva del Conde, Salamanca, 23 de julio de 1941) es un empresario español y nacionalizado dominicano,  desde 1987 hasta 2003, dueño de Globalia Corporación Empresarial S.A., el grupo turístico español al que pertenecen empresas como Air Europa y Halcón Viajes.
Actualmente es máximo accionista del Club Deportivo Estepona Fútbol Senior. 

## Biografía
Primogénito de una familia numerosa, dedicó gran parte de su infancia a trabajar para ayudar al sostenimiento familiar. Entre otros oficios se dedicó al cultivo de viñedos, compra y venta de pieles, trabajó en el bar y salón de baile de sus padres, en una panadería, en una carnicería y en el servicio de telégrafos. 
Con apenas 19 años emigró a Suiza para regresar a España años después y fundar una empresa de autobuses. Se inició en la apertura de agencias de viajes con la empresa Halcón Viajes, cuya primera oficina, sita en Cáceres, fue inaugurada en enero de 1972.  Ese mismo mes, fletó su primer avión de pasajeros a Zúrich, ya decidido a transportar a los emigrantes en avión y utilizando para ello aeronaves de la compañía Aviaco.
Ya en 1991 un grupo de inversores, encabezados por Juan José Hidalgo, adquirió la compañía Air Europa, empezando a operar en vuelos regulares domésticos en 1993 y rompiendo, de esta manera, el monopolio de Iberia en España. Hoy Air Europa es una de las compañías aéreas más modernas del continente, con una flota de más de 50 aeronaves y una plantilla de más de 4.000 personas.[cita requerida]

## Reconocimientos
En febrero de 1996 el gobierno de Felipe González le concede la medalla de oro al Mérito Turístico. 
Desde 2001 Juan José Hidalgo es el Cónsul Honorario de la República Dominicana en Palma de Mallorca. 
En 2005 recibió de manos de SM el Rey de Marruecos la más alta Condecoración del Reino, “Comandante de la Orden del Uissam Alauí” y en noviembre de ese año el Consejo de Ministros le concedió la Medalla de Oro al Mérito en el Trabajo.
En junio de 2007, el Ayuntamiento de Salamanca le concedió la Medalla de Oro de la Ciudad y en reconocimiento a su trayectoria empresarial fue premiado ese mismo año por la Cámara de Comercio de Palma de Mallorca.
En 2015 recibió el premio Empresario del Año que otorga anualmente La Cámara de Comercio de España en Estados Unidos.
En 2016 fue distinguido por la Cámara Oficial Española de Comercio en Alemania como empresario del año 2016 por su contribución a las relaciones económicas bilaterales hispano alemanas y en ese mismo ejercicio, coincidiendo con el 30 aniversario de Air Europa, se proyecta "Hidalgo: El vuelo del Halcón", un documental sobre su vida.
En 2017 su destacada trayectoria profesional fue reconocida con el premio Expofinancial que le otorga la Asociación Profesional Colegial de Asesores de Inversión, Financiación y Peritos Judiciales (AIF), y con el premio de la Asociación de Empresarios Hoteleros de la Costa del Sol (AEHCOS) por la gran promoción turística que realiza el Grupo Globalia en este destino.

## Causas judiciales
En el año 2015 fue imputado por fraude declarando en la Audiencia Nacional por irregularidades con los descuentos para residentes aplicados en los billetes de avión. En el año 2016 la Audiencia Nacional pide juzgar a Globalia por el fraude de 22,8 millones en los vuelos a las islas. El juez exculpa a Juan José Hidalgo y a la cúpula directiva del grupo de viajes por las subvenciones fraudulentas cobradas por Air Europa al no haber podido averiguar quién ordenó la facturación incorrecta de las subvenciones.